# Ulica Michała Drzymały w Katowicach
Ulica Michała Drzymały w Katowicach (do 1922 i w latach 1939–1945 Gneisenaustraße) – jedna z zabytkowych ulic w katowickiej dzielnicy Śródmieście.
Ulica rozpoczyna swój bieg od skrzyżowania z ulicą Mikołaja Kopernika. Następnie krzyżuje się z ulicą Żwirki i Wigury oraz ulicą Pawła Stalmacha. Kończy swój bieg przy skrzyżowaniu z ulicą PCK.

## Opis

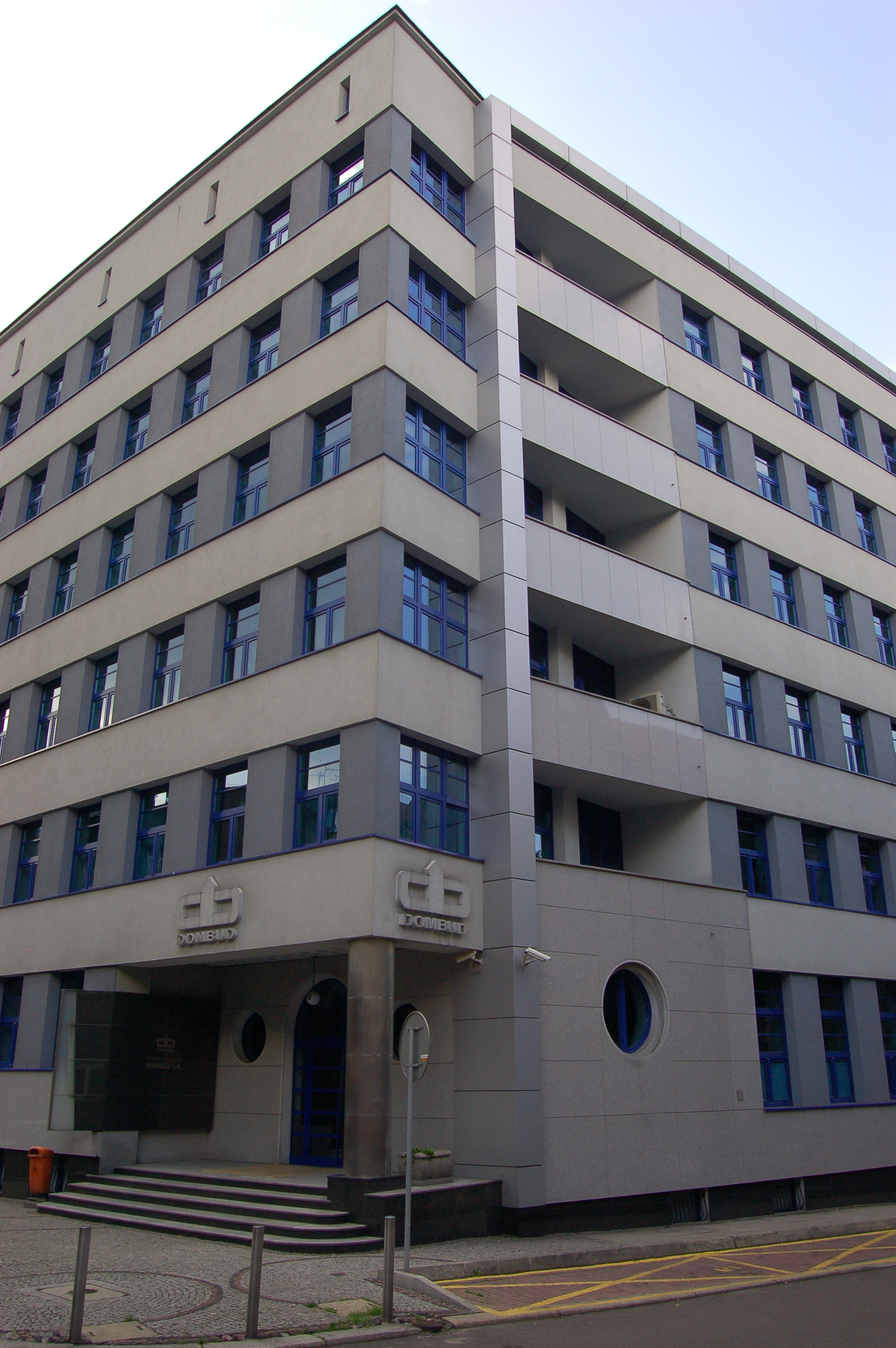
Budynek przy ul. M. Drzymały 15

Przy ulicy Michała Drzymały znajdują się następujące historyczne obiekty:
- narożna kamienica mieszkalna (ul. M. Drzymały 1, róg z ul. M. Kopernika)[5];
- narożna kamienica mieszkalna (ul. M. Drzymały 2, ul. M. Kopernika 6)[5];
- kamienica mieszkalna (ul. M. Drzymały 3)[5];
- kamienica mieszkalna (ul. M. Drzymały 4/6)[5];
- kamienica mieszkalna (ul. M. Drzymały 5)[5];
- kamienica mieszkalna (ul. M. Drzymały 7)[5];
- zespół kamienic miejskich (ul. M. Drzymały 8, 10, 12)[5];
- kamienica mieszkalna (ul. M. Drzymały 9)[5];
- kamienica mieszkalna (ul. M. Drzymały 13)[5];
- narożna kamienica mieszkalna (ul. M. Drzymały 14, ul. Żwirki i Wigury 5)[5];
- dawna kamienica mieszkalna (ul. M. Drzymały 15)[5]; obecnie obiekt Towarzystwa Budownictwa Społecznego "Dombud";
- narożna kamienica mieszkalna (ul. M. Drzymały 16, ul. Żwirki i Wigury 6)[5];
- zabytkowa kamienica mieszkalna (ul. M. Drzymały 18), wpisana do rejestru zabytków 5 kwietnia 1988 (nr rej.: A/1363/88[6], obecnie A/1167/23[7]); wybudowano ją na początku XX wieku (w opisie podana jest data 1914) w stylu modernizmu z elementami historyzmu[8];
- kamienica mieszkalna (ul. M. Drzymały 20)[5];
- kamienica mieszkalna (ul. M. Drzymały 22)[5].

Przy ulicy Michała Drzymały swoją siedzibę mają: biura usług ekonomicznych, przedsiębiorstwa i centra usługowe, kancelarie prawnicze, Towarzystwo Budownictwa Społecznego "Dombud" w Katowicach (ul. M. Drzymały 15).